# Stachyurus retusus
Stachyurus retusus là một loài thực vật có hoa trong họ Stachyuraceae. Loài này được Y.C. Yang miêu tả khoa học đầu tiên năm 1939.